# Chira (animal)
Chira es un género de arañas araneomorfas de la familia Salticidae. Se encuentra en  Sudamérica y Centroamérica. 

## Lista de especies
Según The World Spider Catalog 12.5::
- Chira distincta Bauab, 1983
- Chira fagei Caporiacco, 1947
- Chira flavescens Caporiacco, 1947
- Chira gounellei (Simon, 1902)
- Chira guianensis (Taczanowski, 1871)
- Chira lanei Soares & Camargo, 1948
- Chira lucina Simon, 1902
- Chira micans (Simon, 1902)
- Chira reticulata (Mello-Leitão, 1943)
- Chira simoni Galiano, 1961
- Chira spinipes (Taczanowski, 1871)
- Chira spinosa (Mello-Leitão, 1939)
- Chira superba Caporiacco, 1947
- Chira thysbe Simon, 1902
- Chira trivittata (Taczanowski, 1871)
- Chira typica (Mello-Leitão, 1930)